# Angel in the Night
"Angel in the Night" er en sang af den svenske sanger, musikproducer og dj Basshunter. Single blev udgivet den 29. september 2008.

## Track listing
| 1. | "Angel in the Night (Radio Edit)"               | 2:57 |
| 2. | "Angel in the Night (Soulseekerz Radio Edit)"   | 2:44 |
| 3. | "Angel in the Night (Extended Mix)"             | 5:18 |
| 4. | "Angel in the Night (Soulseekerz Extended Mix)" | 7:47 |
| 5. | "Angel in the Night (Ali Payami Remix)"         | 6:37 |
| 6. | "Angel in the Night (Headhunters Remix)"        | 5:38 |

| 1. | "Angel in the Night (Radio Edit)"             | 2:57 |
| 2. | "Angel in the Night (Soulseekerz Radio Edit)" | 2:44 |

| 1. | "Angel in the Night (Headhunters Remix)"        | 5:38 |
| 2. | "Angel in the Night (Extended Remix)"           | 5:18 |
| 3. | "Angel in the Night (Soulseekerz Extended Mix)" | 7:46 |
| 4. | "Angel in the Night (Ali Payami Remix)"         | 6:37 |

| 1. | "Angel in the Night (Radio Edit)" | 2:53 |
| 2. | "Go Down Now"                     | 4:54 |

## Hitlister
| Hitliste (2008)                                  | Højeste placering |
| ------------------------------------------------ | ----------------- |
| Europa (European Hot 100 Singles)                | 43                |
| Irland (IRMA)                                    | 10                |
| Slovakiet (Radio Top100 Oficiálna)               | 43                |
| SNG (TopHit)                                     | 248               |
| Sverige (Sverigetopplistan)                      | 50                |
| Storbritannien Singles (Official Charts Company) | 14                |
| Storbritannien Dance (Official Charts Company)   | 7                 |

## Certificeringer
| Land | Certificering | Salg    |
| --- | ------------- | ------- |
| Storbritannien (BPI)                                                                                        | Silver        | 200.000 |
| xUspecificerede tal baseret på certificering alene. · Salgstal+streamingtal baseret på certificering alene. |               |         |